# 长腹艾蛛
长腹艾蛛（学名：[Cyclosa ginnaga] 错误：{{Lang}}：文本有斜体标记（帮助）），又名長銀塵蛛，为园蛛科艾蛛属的动物。分布于日本、朝鲜、台湾岛以及中国大陆的山东、河南、北京、浙江、四川等地，常栖息于山区灌木丛及农田。该物种的模式产地在日本。